# Alcatel
 (транскр.  , раније Alcatel Mobile Phones и Alcatel OneTouch) је француски бренд мобилних телефона у власништву финске компаније за електронику и користи се под лиценцом од стране кинеске компаније за електронику TCL Corporation. Бренд Alcatel је лиценцирала 2005. године бивша француска компанија за електронику и телекомуникације Alcatel-Lucent за TCL за мобилне телефоне и уређаје, а тренутна лиценца истиче крајем 2024. Nokia је купила имовину Alcatel-Lucent-а 2016. године, а тиме и наследила уговоре о лиценцирању за бренд Alcatel.

## Историја
мобилни телефони су основани у априлу 2004. године као заједничко улагање између Alcatel-Lucent (45%) и TCL Corporation (55%). Alcatel је почетком 1998. године покренуо производњу мобилних телефона.
2005. године заједничко улагање је раскинуто, а TCL је купио Alcatel-Lucent-ових 45 одсто удела, а Alcatel мобилни телефони постали су подружница TCL, која је у потпуности у власништву. Назив робне марке је лиценциран TCL-у. Alcatel OneTouch је 2010. постао корпоративни бренд. У фебруару 2016. године, промењен је на једноставан Alcatel и представљен је нови логотип. Јануара 2018. године Alcatel је најавио да ће у партнерству са Flipkart-ом да доведе нове Alcatel уређаје у Индију.

## Награде
У 2012. години Alcatel је освојио награду за своје телефоне One Touch 818 и Onetouch 355 Play model.

## Неки модели
Први Alcatel телефон је био OT Easy HF, који је објављен 1998. године и имао је батерију у трајању до 140 сати.
2014. године је објављен Alcatel OneTouch Pop 7.
2015. године су објавили Alcatel OneTouch Pop Fit који би могао бити везан за зглоб.
2016. године је пуштен Alcatel Idol 4s.
2016. године су пуштени Alcatel Pop 4, Alcatel Pop 4+, Alcatel Pop 4с и Alcatel Pop 7 LTE.
Током Мобилног светског конгреса (MBC) 2017. у Барселони, TCL је лансирао Alcatel A50 LED, наводно први Андроид смартфон са „интерактивним телефоном који покрива LED”. Дана 10. новембра компанија је лансирала Alcatel A5 LED и Alcatel А7 у Индији.

## Галерија
- Alcatel OneTouch Idol 3
- Alcatel OneTouch Pixi 3
- Alcatel Watch
- Alcatel OneTouch 1050
- Alcatel OT-300
- Alcatel OT-980
- Alcatel OT-735
- Alcatel Pixi 4